# Universidad de Wyoming
La Universidad de Wyoming (del inglés: University of Wyoming) se localiza en Laramie (Wyoming), Estados Unidos. Fue fundada en 1886.

## Alumnos destacados
- Josh Allen – futbolista americano de la NFL.[2]
- Dick Cheney – vicepresidente de los Estados Unidos (2001-2009).
- Fennis Dembo – baloncestista de la NBA.[3][4]
- W. Edwards Deming – creador de la gestión de calidad total.
- Eric Leckner- baloncestista de la NBA.[5]
- Wayde Preston – actor televisivo.
- Theo Ratliff – baloncestista de la NBA.
- Ken Sailors – baloncestista de la NBA.[4]
- Matthew Shepard (1976–1998) – víctima de un asesinato e inspirador de The Laramie Project.